# Karl-Heinz Wohlfahrt
Karl-Heinz Wohlfahrt (* 16. Juni 1924; † 11. April 1983) war ein deutscher Fußballspieler. Er wirkte im ersten Spiel der DDR-Fußballnationalmannschaft mit.

## Karriere
Wohlfahrts Fußballerlaufbahn begann während des Zweiten Weltkrieges beim lokalen Fußballverein FC Deutschland Forst. Als nach dem Krieg in Ostdeutschland, später in der DDR, der Versuch unternommen wurde, den Sport und speziell den Fußball in Abkehr vom bisherigen Vereinswesen unter teilweise chaotischen Umständen auf völlig neuen Wegen zu organisieren. Wohlfahrt gehörte außerdem zu der Generation, die wegen des Krieges erst relativ spät mit dem aktiven Sport beginnen konnte. 1947 stand er mit der SG Forst-Mitte im Finale um die brandenburgische Fußballmeisterschaft, trotz zwischenzeitlichem 2:2-Ausgleich von Wohlfahrt, verlor Forst das Finale mit 2:3 gegen die SG Cottbus-Ost. Zur kommenden Spielzeit wechselte er zu diesem Finalgegner und gewann mit Cottbus 1947/48 die Landesmeisterschaft Brandenburgs. Als die Mannschaft 1950, nun als Betriebssportgemeinschaft (BSG) Textil Cottbus auftretend, zum wiederholten Mal die Qualifikation zur höchsten ostdeutschen Fußballklasse Oberliga verpasste, ging Wohlfahrt mit seinen Mannschaftskameraden Harry Adam und Johannes Schöne zum brandenburgischen Konkurrenten Rotation Babelsberg, der bereits seit 1949 in der Oberliga vertreten war.
In Babelsberg verbrachte Wohlfahrt seine erfolgreichste Zeit als Fußballspieler. Von 102 Punktspielen der BSG Rotation in den Spielzeiten von 1950/51 bis 1952/53 wirkte er in 87 Begegnungen als Verteidiger eingesetzt mit und erzielte dabei sechs Tore. 1952 fiel er durch besonders gute Leistungen auf, sodass er für das erste Spiel der DDR-Nationalmannschaft nominiert wurde, das am 21. September 1952 in Warschau gegen Polen stattfand. Er wurde als rechter Verteidiger aufgeboten, musste aber eine 0:3-Niederlage hinnehmen. Auch im darauffolgenden Länderspiel am 26. Oktober 1952 erlebte Wohlfahrt, wiederum auf der rechten Verteidigerposition spielend, in Bukarest eine 1:3-Niederlage gegen Rumänien. Zu weiteren Länderspieleinsätzen kam es nicht mehr, doch konnte Wohlfahrt für sich in Anspruch nehmen, Babelsbergs erster Nationalspieler gewesen zu sein.
Nach der Saison 1952/53 verließ Wohlfahrt Rotation Babelsberg und kehrte in das heimatliche Cottbus zurück. Dort schloss er sich der in der drittklassigen Bezirksliga spielenden BSG Lokomotive Cottbus an. 1955 trat Wohlfahrt noch einmal für elf Spiele in der Oberliga für die gerade aufgestiegene BSG Fortschritt Meerane an. Anschließend kehrte er zur BSG Fortschritt Cottbus zurück, wo er zu Beginn seiner Karriere bereits gespielt hatte, damals unter dem Mannschaftsnamen SG Cottbus-Ost. Mittlerweile spielte die Mannschaft in der inzwischen viertklassigen Bezirksliga, und Wohlfahrt wurde dort für drei Jahre Spielertrainer. Nach einem Jahr stieg die Mannschaft in die Bezirksklasse ab, und 1958 absolvierte der nun 34-Jährige seine letzte Saison als Spieler beim lokalen Rivalen Lok Cottbus. Dort blieb er auch als Trainer, zunächst für die fünftklassige Reservemannschaft. 1960 übernahm er die drittklassige 1. Mannschaft von Lok Cottbus.